# Песков, Николай Юрьевич
Никола́й Ю́рьевич Песко́в (род. 21 октября 1966 года, Горький) — советский и российский физик, специалист в области мощных электронных мазеров и высокочастотной электроники. Заместитель заведующего отделом в ИПФ, Нижний Новгород. Доктор физико-математических наук, профессор РАН (2016). Обладатель медали РАН с премией для молодых учёных (2010).

## Биография
Окончил физико-технический факультет Горьковского политехнического института (1989 г., диплом с отличием).
С 1989 года работает в Институте прикладной физики, последовательно пройдя должности стажёра-исследователя, младшего, старшего, ведущего научного сотрудника, заместителя заведующего отделом высокочастотной релятивистской электроники. В 1996—2003 годы являлся приглашённым специалистом в Стратклайдском университете (англ. University of Strathclyde, Глазго, Великобритания).
В 1997 году защитил кандидатскую диссертацию «Теоретическое и экспериментальное исследование мазеров на свободных электронах с комбинированным — ондуляторным и однородным ведущим — магнитным полем» (научный руководитель Н. С. Гинзбург). В 2011 году стал доктором физико-математических наук, тема диссертации: «Мощные мазеры на свободных электронах с одномерной и двумерной распределенной обратной связью».
В 2010 году ему было присвоено учёное звание «доцент» по специальности «физическая электроника», а в 2016 г. — почётное учёное звание «Профессор РАН» (2016).

## Общественная позиция
В феврале 2022 года подписал открытое письмо российских учёных и научных журналистов с осуждением вторжения России на Украину и призывом вывести российские войска с украинской территории.

## Научная деятельность. Публикации
Н. Ю. Песков — специалист в области высокочастотной релятивистской электроники. В его научных трудах:
- предложены и исследованы различные схемы мазеров на свободных электронах (МСЭ) на основе интенсивных релятивистских электронных пучков;
- развиты методы селекции мод в сверхразмерных брэгговских резонаторах, предложены новые высокоселективные схемы резонаторов, позволяющие осуществить продвижение МСЭ в коротковолновые диапазоны вплоть до терагерцового на высоком уровне мощности;
- развита концепция МСЭ с двумерной распределенной обратной связью, которая позволяет на порядки (по сравнению с длиной волны) увеличить поперечные размеры генераторов и в перспективе достичь в микроволновом диапазоне мультигигаваттный уровень импульсной мощности при высокой степени когерентности излучения.

Автор более 250 научных публикаций, среди них более 100 статей в ведущих реферируемых журналах и более 150 докладов, в том числе приглашённых, в трудах российских и международных конференций. Индекс Хирша — 19 (данные РИНЦ на 2017 год).

## Награды и признание
- 2000 г. — Медаль РАН с премией для молодых ученых (в области общей физики и астрономии) за цикл работ «Теоретическое и экспериментальное исследование мощных мазеров на свободных электронах» (совместно с А. В. Савиловым и С. В. Самсоновым);
- 1998 — Премия ОИЯИ за цикл работ «Разработка высокоэффективного узкополосного МСЭ-генератора для линейных электрон-позитронных коллайдеров» (совместно с А. К. Каминским, С. Н. Седых и др.)[1].